# Hapax legomenon
Das Hapax legomenon, nach dem Duden zusammengeschrieben Hapaxlegomenon (Plural Hapax legomena; „[nur] einmal Gesagtes“, von altgriechisch ἅπαξ hápax „einmal“ und λεγόμενον legómenon „was gesagt worden ist“), Hapax oder Einzelbeleg ist ein sprachlicher Ausdruck, der nur an einer einzigen Stelle in einem gegebenen Text oder Korpus belegt ist. Erscheint ein Wort, eine Wortform oder eine Redewendung zweimal in einem Text, spricht man von einem Dis legomenon, bei drei Fundstellen von Tris legomenon.

## Hapax legomena in der Quantitativen Linguistik
Im Bereich der Quantitativen Linguistik spielen Hapax legomena eine besondere Rolle. Ihr Anteil am jeweiligen Text oder Textkorpus wird immer wieder als wichtiges Strukturmerkmal des betreffenden Wortschatzes angesehen. Weithin bekannt ist der Diversitätsindex („index of diversity“), der auf zwei unterschiedliche Weisen definiert werden kann: 1. als das Verhältnis zwischen Hapax legomena und allen den Wörtern, die mit anderen Häufigkeiten vorkommen, oder 2. als das Verhältnis zwischen Hapax legomena und der Gesamtzahl der Wörter eines Textes oder Textkorpus. Für Muller sind sie ein Stilmerkmal: „Die Gesamtmenge der Vokabeln mit der Häufigkeit (oder Subhäufigkeit) 1, die … neben den anderen Klassen als konstante Zahl erscheint, ist folglich als stilistisches Element zu behandeln und mit dem Reichtum der Situationslexik in Zusammenhang zu bringen.“
Diejenigen Hapax legomena, die sich in einem großen Korpus als solche herausgestellt haben, können als vergleichsweise seltene Wörter aufgefasst werden. Sie stehen dann in einem Geflecht von Zusammenhängen, die zwischen der Häufigkeit der Wörter und etlichen anderen Eigenschaften wie ihrer Länge oder der Zahl ihrer Bedeutungen bestehen (Köhlers Regelkreis: linguistische Synergetik) und als gesetzmäßig verstanden werden.

## Hapax legomena in alten Texten
Bei der Erforschung älterer Texte können Hapax legomena ein besonderes Problem darstellen. Da sie nur einmal vorkommen und daher auch nur in einem einzigen Kontext belegt sind, kann es sich als schwierig herausstellen, die exakte Bedeutung des betreffenden Wortes zu bestimmen, wenn nicht andere Hilfsmittel zur Verfügung stehen.

## Einige weitere Aspekte der Bedeutung von Hapax legomena
In der Bibelauslegung gemäß der historisch-kritischen Methode wird ein Hapax legomenon als mögliches Anzeichen dafür angesehen, dass der Autor fremdes Textmaterial in seinen Text eingebaut hat oder der Text von einem späteren Bearbeiter verändert wurde. Indes kann ein biblisches Hapax legomenon auch auf den begrenzten Text- bzw. Wörterbestand der biblischen Bücher oder auf (zum Teil kontextbedingte) Neologismen von der Hand des jeweiligen Autors zurückzuführen sein.
Beispielsweise wissen Bibelgelehrte erst seit dem 20. Jahrhundert, wie sie das Wort pim (פִ֗ים p̄îm) (1 Sam 13,21 ) übersetzen sollen. Erst als man einen winzigen Gewichtsstein mit der Inschrift pim (פִ֗ים) bei Ausgrabungen von Robert Alexander Stewart Macalister in Gezer (1902–1905 und 1907–1909) entdeckte, konnte man für dieses Wort eine Bedeutung finden. Anscheinend war der Pim faktisch der Schekel von Aschdod; dieser machte etwa 4/5 seines ugaritischen Pendants aus und 2/3 des israelitischen Schekels. Von solchen Seitenreferenzen her kommt man auf ein Gewicht des Pim von 7,2 bis 7,8 Gramm; der Schekel wog knapp 11,5 Gramm. So wurde mit Hilfe der Archäologie eine alte, mit der Zeit offenbar in Vergessenheit geratene Gewichtsbezeichnung wiederentdeckt und damit ein biblisches Hapaxlegomenon aufgeklärt.
Einige Schriftsteller waren für ihre Hapax legomena berühmt, zum Beispiel brillierten damit Apuleius, Jean Paul, Leopold Schefer, Kurt Hiller oder Kurt Schwitters.
Ein bekanntes Hapax legomenon ist Honorificabilitudinitatibus aus William Shakespeares Komödie Verlorene Liebesmüh.
Das Wort Lessus im Text von de legibus, 2.59, bei Marcus Tullius Cicero wird als Hapax legomenon betrachtet, obwohl es an anderen Stellen, so den Zwölftafelgesetzen, den Gesetzen Solons und den Gesprächen in Tusculum, ebenfalls vorgekommen sein soll. Es gibt dafür allerdings keine Originalbelege, die in der Literatur dafür verwendeten Belege lassen sich auf die Stelle bei Cicero zurückführen. Dass das Wort tatsächlich dort vorgekommen sein sollte, wird überdies unter Hinweis auf die opportunistischen Motive Ciceros, die zum Text von de legibus, 2.59, führten, in Zweifel gezogen.